# Besluit beheer sociale-huursector
Het Besluit beheer sociale-huursector (Bbsh) was een Algemene Maatregel van Bestuur (AMvB) aangestuurd door de Woningwet. Met de inwerkingtreding van een herziene Woningwet en het Besluit toegelaten instellingen volkshuisvesting, is het Bbsh per 1 juli 2015 ingetrokken. Het Bbsh bevatte de regels, vastgesteld door het Ministerie van VROM, waaraan woningcorporaties (en gemeentelijke woningbedrijven) zich moesten houden. Volgens het besluit dienden de werkzaamheden van corporaties op het terrein van de volkshuisvesting te liggen.
Het Bbsh noemt zes prestatievelden:
- Kwaliteit van de woningen;
- Verhuur van de woningen;
- Betrekken van bewoners bij beleid en beheer;
- Financiële continuïteit;
- Leefbaarheid;
- Wonen en zorg.